# Rungsted
Rungsted også kendt som Rungsted Kyst er en bydel i byen Hørsholm ved Øresund nord for København. Postdistriktet og bydelens station hedder Rungsted Kyst, begge dele ligger i i Hørsholm Kommune. Centrum af Hørsholm ligger to kilometer vest for Rungsted. Ved Øresundskysten ligger Rungsted Havn, som er en lystbådehavn.

## Historie
I henhold til jordebogen for Kronborg og Frederiksborg len 1582-83 havde Rungsted 14 fiskere, som kun ydede fisk i landgilde.
Forfatteren Johannes Ewald boede fra marts 1773 til efteråret 1775 på Rungsted Kro, hvor han havde nogle af sine mest produktive år og bl.a. skrev Rungsteds Lyksaligheder – En Ode. Kroen flyttede i 1803, men bygningerne bestod og fik navnet Rungstedlund. Ewald ligger begravet på Trinitatis Kirkegård i København. To høje i Rungsteds omegn er opkaldt efter Ewald, dels den gamle bronzealderhøj i Rungstedlunds park, dels den høj, der ligger ved Rungstedvej nær havnen. Fra højen er der en glimrende udsigt over Øresund og Rungsted Havn. Det diskuteres stadig hvilken af de to høje, der er 'den rigtige' Ewalds Høj. Men på Ewalds tid var det Rungstedlund, der var kroen, og derfor mest sandsynligt, at det var højen på Rungstedlund i krohaven, som var digterens foretrukne.
I 1931 da Karen Blixen vendte tilbage til Danmark fra Afrika, flyttede hun ind på Rungstedlund, som hendes far Wilhelm Dinesen havde erhvervet i 1879, og hun boede der til sin død i 1962.
Et stenkast fra Rungstedlund boede Simon Spies i tre villaer, der alle lå mellem Strandvejen og Dreyersvej. Den sidste villa købte han udelukkende for at kunne anlægge en tennisbane i haven. Spies betalte årligt mellem 50 og 60 mio. kr. i kommuneskat til Hørsholm Kommune.